# Theristus problematicus
Theristus problematicus är en rundmaskart som först beskrevs av Allgen 1928.  Theristus problematicus ingår i släktet Theristus och familjen Monhysteridae. Inga underarter finns listade i Catalogue of Life.